# Spel van kat en muis
Spel van kat en muis is een hoorspel van Rodney Wingfield. Cat and Mouse Game werd op 26 mei 1971 door de BBC uitgezonden. De Süddeutscher Rundfunk bracht het in 1973 onder de titel Aasgeier. Hélène Swildens vertaalde het en de TROS zond het uit op woensdag 22 mei 1974 (met een herhaling op woensdag 2 augustus 1978). De regisseur was Harry Bronk. Het hoorspel duurde 56 minuten.

## Rolbezetting
- Guus Hermus (Robinson)
- Bob Verstraete (Crampton)
- Ine Veen (Jerry)
- Tonny Foletta (Arnold)
- Willy Ruys (James)
- Bep Dekker (Ada)
- Tom van Beek (Dennett)
- Frans Vasen (Jones)

## Inhoud
Is deze slordige oude man die zich in het huis van Mr. Crampton nestelt, de cognac van de heer des huizes opdrinkt en meer belangstelling lijkt te betonen voor een voetbalwedstrijd op de televisie dan voor een anonieme tip, werkelijk inspecteur Robinson van Scotland Yard? Er zou een grote, zwarte koffer het huis uit gedragen zijn en het viel ook op dat Mrs. Crampton al wekenlang niet meer buiten gezien werd. Bij Mr. Crampton evenwel maakt deze platvoetige, doordringende snuffelaar zich niet geliefder als hij met verbazingwekkende hardnekkigheid begint uit te zoeken waar die kastkoffer zich bevindt…